# Centrumpárt (Finnország)
A Centrumpárt (finnül: Suomen Keskusta; svédül: Centern i Finland) hagyományos politikai párt Finnországban. Az 1906-ban Agrár Liga néven alapított párt ideológiája centrista, liberális és agráriánus elemeket ötvöz.
A vidéki finnországi közösségek képviseletére alapították, és a párt a decentralizációt támogatta, azaz azt, hogy Helsinkiből másüvé szervezzék ki a hatalmat. Az 1920-as években a Szociáldemokrata Párt fő riválisává emelkedett. 1922 és 1937 között négyszer adott miniszterelnököt Finnországban, valamennyi alkalommal Kyösti Kallio  személyében. A második világháború után Finnország négy fő pártja közé tartozott. A centrumpárti Urho Kekkonen 1956 és 1982 között az ország elnöke volt, ezzel messze a leghosszabb ideig szolgálva a finn elnökök között. A párt 1965-ben vette fel a Centrumpárt, 1988-ban pedig a Finnország Centruma nevet. 2003 és 2011 között a legnagyobb párt volt a finn parlamentben, ebben az időszakban Matti Vanhanen volt a miniszterelnök hét évig. A 2011-es választásokon a negyedik helyre esett vissza a legerősebb finn parlamenti pártok rangsorában, de 2015-ben visszaszerezte vezető pozícióját.